# Premios Latin American Music
Los Premios Latin American Music (en inglés: Latin American Music Awards) son anuales de música estadounidense presentados por Univision, UniMás, Galavisión y Las Estrellas. La contraparte en español de los Premios American Music producidos por Dick Clark Productions.Al igual que con los AMA, los Latin AMA están determinados por una encuesta entre el público y los compradores de música. Los primeros se estrenaron el 8 de octubre de 2015. Fueron presentados por Lucero.

## Ceremonias
| Año  | Recinto                 | Ubicación    | Anfitriones o Anfitrión                                                  |
| ---- | ----------------------- | ------------ | ------------------------------------------------------------------------ |
| 2015 | Dolby Theatre.          | Los Ángeles. | Lucero.                                                                  |
| 2016 | Dolby Theatre.          | Los Ángeles. | Lucero.                                                                  |
| 2017 | Dolby Theatre.          | Los Ángeles. | Diego Boneta & Becky G.                                                  |
| 2018 | Dolby Theatre.          | Los Ángeles. | Becky G, Gloria Trevi, Leslie Grace, Roselyn Sánchez & Aracely Arámbula. |
| 2019 | Dolby Theatre.          | Los Ángeles. | Eugenio Derbez & Jacqueline Bracamontes.                                 |
| 2021 | Amerant Bank Arena.     | Sunrise.     | Jacqueline Bracamontes.                                                  |
| 2022 | Michelob Ultra Arena.   | Las Vegas.   | Rafael Amaya, Jacqueline Bracamontes & Cristián de la Fuente.            |
| 2023 | MGM Grand Garden Arena. | Las Vegas.   | Julián Gil, Galilea Montijo, Clarissa Molina & Natti Natasha.            |
| 2024 | MGM Grand Garden Arena. | Las Vegas.   | Thalía, Becky G, Alejandra Espinoza y Carlos Ponce.                      |

### Generales / Principales
- Artista del Año.
- Artista Nuevo del Año.
- Álbum del año.
- Canción del Año.
- Colaboración del Año.
- Artista Masculino Favorito.
- Artista Femenina Favorita.
- Dúo o Grupo Favorito.

### Pop
- Artista Favorito.
- Álbum Favorito.
- Canción Favorita.

### Regional Mexicano
- Artista Favorito.
- Álbum Favorito.
- Canción Favorita.

### Urbano
- Artista Favorito.
- Álbum Favorito.
- Canción Favorita.

### Tropical
- Artista Favorito.
- Álbum Favorito.
- Canción Favorita.

### Video
- Video Favorito.
- Artista Social Favorito.
- Artista Favorito - Crossover.

- Premio Leyenda.
- Premio Icono.
- Premio Extraordinaria Evolución.

| Nominaciones      | Número |
| Nicky Jam.        | 23     |
| J Balvin.         | 21     |
| Enrique Iglesias. | 17     |
| Banda MS.         | 17     |
| Maluma.           | 15     |
| Shakira.          | 15     |
| Daddy Yankee.     | 15     |
| Romeo Santos.     | 13     |
| Calibre 50.       | 11     |
| Wisin.            | 11     |
| Ozuna.            | 10     |
| CNCO.             | 10     |

| País                  | Premios |
| --------------------- | ------- |
| Estados Unidos.       | 24      |
| Puerto Rico.          | 20      |
| México.               | 17      |
| España.               | 15      |
| Colombia.             | 10      |
| Cuba.                 | 8       |
| Canadá.               | 2       |
| Ecuador.              | 2       |
| República Dominicana. | 2       |
| Alemania.             | 1       |
| Barbados.             | 1       |
| Brasil.               | 1       |
| Reino Unido.          | 1       |
| Venezuela.            | 1       |